# Bobby Sherman
Pour les articles homonymes, voir Sherman.
Robert Cabot Sherman, dit Bobby Sherman, est un chanteur et acteur américain né le 22 juillet 1943 à Santa Monica (Californie) et mort le 24 juin 2025 à Encino (Los Angeles, Californie).

## Biographie
Idole des adolescents nord-américains à la fin des années 1960 et au début des années 1970, Bobby Sherman a sorti une série de singles à succès, dont le millionnaire Little Woman (1969). Dans les années 1970, Bobby Sherman a quitté le show-business pour se lancer dans une carrière d'ambulancier et de shérif adjoint, mais il a continué à se produire occasionnellement jusque dans les années 1990.
En 1998, après 25 ans d'absence, Bobby Sherman participe à la tournée « Teen Idol Tour » avec Peter Noone et Davy Jones. (Micky Dolenz remplace Davy Jones lors de la tournée en 1999) Bobby Sherman donne son dernier concert solo à Lincoln (Rhode Island) le 25 août 2001. Bien que retiré de la vie publique, il continue de se produire lors d'événements d'entreprise et caritatifs. Il est classé 8e dans le classement des « 25 plus grandes idoles adolescentes de la télévision » de TV Guide (édition du 23 janvier 2005).
Bobby Sherman et sa femme ont cofondé en 2011, la Fondation Brigitte & Bobby Sherman pour les enfants (BBSC). La mission de la fondation est de fournir aux étudiants motivés du Ghana un programme d'éducation et de musique de haute qualité, et de fournir des outils pour poursuivre des études supérieures.
En mars 2025, le diagnostic de cancer du rein de stade 4 de Bobby Sherman a été rendu public. Bobby Sherman meurt à son domicile de Los Angeles le 24 juin 2025, à l'âge de 81 ans.

## Filmographie
- 1964 : Shindig! (série TV) : House Singer (1964-1966)
- 1967 : Les Monkees (série TV): Frankie Catalina
- 1968-1970 : Cent filles à marier (Here Come the Brides) (série TV): Jeremy Bolt
- 1968 : Les Troupes de la colère (Wild in the Streets) : l'interviewer
- 1971 : Getting Together (série TV) : Bobby Conway
- 1974 : Panique dans le téléphérique (Skyway to Death) (TV) : Barney Taylor
- 1976 : He Is My Brother : Jeff Remington
- 1980 : The Gossip Columnist (TV) : Buddy Harwin
- 1983 : Get Crazy d'Allan Arkush : Mark
- 1986 : Sanchez of Bel Air (série TV) : Frankie Rondell